# Sibila Burgundska
Sibila Burgundska (1065. – 1103.) bila je vojvotkinja Burgundije.
Bila je kći grofa Vilima I. Burgundskog i njegove supruge, Štefanije Barcelonske. Baka joj je bila normanska plemkinja Alisa.
Sibila je znana i kao Matilda, a udala se za vojvodu Oda I. Burgundskog te je tako ujedinila grofoviju i vojvodstvo.
Njen je slavan potomak kraljica Marija Antoaneta.
Sibilina djeca:
- Helena Burgundska (o. 1080. – 28. veljače 1141.)[4]
- Flora Burgundska?
- Hugo II. Burgundski[5]
- Henrik